# Ergativ
Ergativ zvaný též agenciál je mluvnický pád, který v některých jazycích označuje podmět přechodného slovesa. V takových jazycích bývá jeho protějškem pád zvaný absolutiv, který označuje podmět nepřechodného slovesa a předmět přechodného slovesa. Ergativ a absolutiv odpovídají indoevropskému nominativu a akuzativu.
Ergativ se vyskytuje např. v kavkazských jazycích, mnoha jazycích Severní i Jižní Ameriky, austronéských a australských jazycích, z indoevropských pak např. v paštštině a hindštině. Ergativní typ je i baskičtina, což inspiruje různé teorie o jejím původu a příbuznosti s kavkazskými jazyky, jde však jen o hypotézu, která není prokázána.